# Джейсон Помінвіль
Джейсон Помінвіль (англ. Jason Pominville; 30 листопада 1982, Репентіньї, Квебек) — американсько-канадський професійний хокеїст.

## Кар'єра
Помінвіль почав свою кар'єру в клубі Головній юніорській хокейній лізі Квебеку «Шавініган Катарактс». Там нападник звернув на себе увагу, коли у своєму третьому сезоні закинув 46 шайб та зробив 67 результативних передач у 71 грі. У драфті НХЛ 2001 року, був обраний «Баффало Сейбрс» в другому раунді під 55 номером. 
Через рік переходить до «Рочестер Американс» (Американська хокейна ліга), в сезоні 2002/03 років, провів 73 матчі в яких набрав 34 очка (13 + 21). В наступному сезоні підтвердив свої бомбардирські якості — 66 матчів, 64 очка (30 + 34), в тому числі в раунді плей-оф — 16 матчів та 19 очок (9 + 10), один матч зіграв за «Баффало Сейбрс». Через локаут в НХЛ, відіграв ще один рік у Рочестері, де поліпшив результати свого попереднього року — 78 матчів, 68 очок (30 + 38).
У сезоні 2005/06 він став невід'ємною частиною «Баффало Сейбрс», закинув свою першу шайбу у матчі «шаблів» проти «Вашингтон Кепіталс» це сталось 27 листопада 2005 року, «шаблі» перемогли 3:2. Взагалі в тому сезоні за «Баффало» провів 57 матчів, закинув 18 шайб та зробив 12 результативних передач. У плей-оф раунді Кубка Стенлі 2006 року Помінвіль зробив свій перший хет-трик в НХЛ у другому матчі проти «Філадельфія Флаєрс». Пізніше в плей-оф, він закине п'ять шайб у матчі проти «Оттава Сенаторс», причому переможний гол у додатковий час у меншості в матчі та серії.
В сезоні 2007/08 Джейсон побив всі свої рекорди, набравши 80 очок (27 + 53) у 82 матчах, а в березні стає капітаном «Баффало Сейбрс». В квітні був номінований на приз Приз Леді Бінг за найбільший внесок для своєї команди у регулярному чемпіонаті, разом з ним був номінований Павло Дацюк та Мартін Сан-Луї, зрештою приз присудили Дацюку.
18 вересня 2008 року «Шаблі» уклали з Джейсоном новий п'ятирічний контракт на суму в 26'500'000 американських доларів (набирає чинності в сезоні 2009/10). 
13 жовтня 2010 року нападник отримав травму (струс мозку) в матчі проти «Чикаго Блекгокс». 
6 жовтня 2011 у Гельсінкі (Фінляндія) він був призначений постійним капітаном «Баффало». 
Через локаут в НХЛ в 2012 році, Джейсон виступав за «Адлер Мангейм» (Німецька хокейна ліга). 3 квітня 2013 року він уклав контракт з клубом НХЛ «Міннесота Вайлд». Після чотирьох сезонів за «Вайлд» повернувся до «Баффало», де ще відіграв два роки.

## Кар'єра (збірна)
У 2008 році він вперше взяв участь в чемпіонаті світу, зіграв за збірну США у семи іграх, набрав п'ять очок.

## Нагороди та досягнення
- 2001 Брав участь в матчі перспективних гравців КХЛ.
- 2002 Приз Френка Дж. Селкі Трофі.
- 2003 QMJHL перша команда усіх зірок.
- 2012 Матч усіх зірок НХЛ.